# Тракт (сельское поселение)
Тракт — административно-территориальная единица (административная территория посёлок сельского типа с подчинённой ему территорией) и муниципальное образование (сельское поселение с полным официальным наименованием муниципальное образование сельского поселения «Тракт») в составе муниципального района Княжпогостского в Республике Коми Российской Федерации.
Административный центр — посёлок Тракт.

## История
Статус и границы административной территории установлены Законом Республики Коми от 6 марта 2006 года № 13-РЗ «Об административно-территориальном устройстве Республики Коми».
Статус и границы сельского поселения установлены Законом Республики Коми от 5 марта 2005 года № 11-РЗ «О территориальной организации местного самоуправления в Республике Коми».
Законом Республики Коми от 27 февраля 2012 года к муниципальному образованию сельского поселения «Тракт» было присоединено муниципальное образование сельского поселения «Вожаёль», в состав которого входили посёлки Вожаёль и Чернореченский.

## Население
| 2010  | 2012  | 2013  | 2014  | 2015  | 2016  | 2017  |
| ----- | ----- | ----- | ----- | ----- | ----- | ----- |
| 1429  | ↘1332 | ↗1873 | ↘1779 | ↘1687 | ↘1609 | ↘1557 |
| 2018  | 2019  | 2020  | 2021  |       |       |       |
| ↘1506 | ↘1456 | ↘1410 | ↘522  |       |       |       |

## Состав сельского поселения
| № | Населённый пункт | Тип населённого пункта          | Население |
| - | ---------------- | ------------------------------- | --------- |
| 1 | Вожаёль          | посёлок                         | ↘135      |
| 2 | Ракпас           | посёлок                         | 665       |
| 3 | Тракт            | посёлок, административный центр | ↘764      |
| 4 | Чернореченский   | посёлок                         | 541       |